# مؤسسة الإنتاج البرامجي المشترك
مؤسسة الإنتاج البرامجي المشترك (بالإنجليزية: G. C. C. J. P. P. I. Productions), «البيت الإعلامي الخليجي» هي مؤسسة خليجية إقليمية ذات شخصية اعتبارية - مقرّها دولة الكويت - تأسّست بموجب مرسوم بقانون رقم 71 لعام 1976 باتفاق وزارات الإعلام لدول مجلس التعاون الخليجي تعزيزاً وتأصيلاً للروابط الحضارية والثقافية والتاريخية التي تجمع بين دول المجلس، وإدراكاً للدور الذي يقوم به الإعلام في خلق مجتمع فكري موحد يشار إليه بالبيت الإعلامي الخليجي، ويضم مجلس إدارة المؤسسة وكلاء وزارات الإعلام في دول مجلس التعاون والتي تشمل:
- السعودية
- الإمارات العربية المتحدة
- الكويت
- قطر
- البحرين
- سلطنة عمان

وأخيراً انضمت اليمن، أما العراق فهو عضو سابق، وكان دور العراق فعّالاً وبارزاً.
ومنذ نشأتها وضعت المؤسسة نصب أعينها مجموعة من الأهداف المحورية، التي تعتمد في مجملها على إحياء التراث الخليجي والعربي والإسلامي والارتقاء بمستوى الإنتاج الفني للبرامج الإذاعية والتلفزيونية وذلك لتقديم إعلام خليجي متميّز يجسّد الروح الخليجية المشتركة، وقد باشرت المؤسسة إنتاجها عام 1977 من خلال البرنامج التربوي التعليمي الشهير «افتح ياسمسم» والذي كان ولا يزال يمثل بصمة نوعية في تاريخ مؤسسة الإنتاج البرامجي المشترك، وعلى مدار ثلاثة عقود تقريباً حرصت المؤسسة على إنتاج مئات الساعات التي تناولت العديد من المجالات التوعية والتربوية والثقافية والصحية والبيئية، إضافة إلى ما قدّمته من مسلسلات درامية (إذاعية وتلفزيونية) عنيت بجوانب هامة في مسيرة التنمية المجتمعية لدول مجلس التعاون الخليجي.

## الرؤية المستقبلية للمؤسسة

الشعار القديم للمؤسسة منذ عام 1976 حتى 2020

اهتمت المؤسسة منذ نشأتها أن تواكب التطور التقني والفكري الذي يشهده العالم بشكل مستمر وقد انعكس ذلك على طريقة تناولها لتلك المعطيات من حيث التغيير في المحتوى الإنتاجي وفي المواضيع التي تناولتها المؤسسة مع دخول الألفية الجديدة، ولعل البرنامج التلفزيوني «مدينة المعلومات» والفيلم الكرتوني «ابن الغابة» كانوا شهداء على حرص المؤسسة على التطور المستمر، ولا زال هناك الكثير من الأعمال المستقبلية المخطط لها من قبل المؤسسة والتي تهدف في مجملها على تفعيل الدور التنموي والثقافي للمؤسسة باتباع أحدث التقنيات.

## أعمال المؤسسة

### برامج للأطفال
قامت المؤسسة بإنتاج العديد من الأعمال ومنها:
- افتح يا سمسم
- إفتح يا وطني أبوابك
- زعتور
- دمتم سالمين[4]
- مدينة المعلومات

كما قامت المؤسسة أيضا بدبلجة بعض الرسوم المتحركة مثل:
- ليدي أوسكار
- بومبو
- مغامرات توم سوير
- بشار (مغامرات نحول)
- عالم المعرفة
- الرجل الحديدي
- نبيه وصالح
- لوسي
- جورجي
- مسلسل صفر صفر واحد
- كيري المهرج
- عدنان ولينا
- جازورا
- مغامرات نوال
- مغامرات رنا
- ميمي الصغيرة
- الحوت الأبيض
- فلونة
- سالي في رحلة العجائب
- سهم الفضاء
- حكايات عالمية
- المقاتل المضحك (يقظان الفضاء)

### برامج وثائقية
- الخليج حضارة وبناء
- رواد الموسيقي والغناء
- التحول الكبير

### دراما
- حياتنا (تحليل لأبرز القضايا الاجتماعية والتربوية).
- بيت أبو خالد (معالجة لقضايا الأسرة الخليجية بإطار درامي).
- قصص خليجية (أهم الأعمال القصصية الخليجية تتحول إلى دراما).
- إلى الشباب مع التحية (قضايا الشباب ومشاكلهم).
- الانحراف (خطر المخدرات ومواجهته).
- آخر العنقود (الشباب دائما وقضاياهم واهتماماتهم).
- زهور وجدران (الأحداث وأهم المشاكل التي يتعرّضون لها خليجيا).
- بيت بلا أبواب (مناقشة موضوع خطر المخدرات وأبعاده التي تهدد جميع المجتمعات في معالجة تمسّ الوجدان).

### برامج ثقافية
- الكشاف صديق الجميع
- أبناء الغد

### برامج بيئية
- سلامتك[5]
- برامج التوعية البيئية في دول مجلس التعاون الخليجي
- نحن معك

### برامج إسلامية
- الحضارة العربية الإسلامية
- مساجد لها تاريخ
- نجوم في سماء الحضارة الإسلامية
- الرحلة المباركة

## وصلات خارجية
- الموقع الرسمي للمؤسسة
- الأمانة العامة لمجلس التعاون لدول الخليج العربية